# Hylobates muelleri
Hylobates muelleri (Гібон Мюллера) — вид приматів з роду Hylobates родини Гібонові.

## Поширення
Країни проживання: Бруней-Даруссалам; Індонезія (Калімантан); Малайзія (Сабах). Зустрічається в тропічних вічнозелених первинних і вторинних лісах  до 1700 м. 

## Морфологія
Від 4 до 8 кг вага. Загальна довжина тіла становить від 440 до 635 мм. Забарвлення варіюється від сірого до коричневого. Верхня частина голови і груди темніші, ніж інші частини тіла. Вони мають сідничні мозолі, довгі ікла і ніякого хвоста. Статі мало відрізняються за кольором.

## Стиль життя
Це тварини деревні та денні, і плодоїдні (воліючи фрукти з високим вмістом цукру), але також їдять незріле листя і комах. Живе моногамними парами, які складаються з набору батьків і 1—3 дитят. Вони населяють фіксовану територію, позначену довгими, гучними співами, які можна почути особливо рано вранці.
Немає сезонності народження. Період вагітності складає 7 місяців. Зазвичай один малюк народжується. Догляд за дитям може тривати два роки. Вік статевого дозрівання становить від 8 до 9 років. Молодь зазвичай залишається зі своїми батьками, поки вони не досягають статевої зрілості. Хоча дані для виду відсутні, інші члени роду Hylobates, як відомо, живуть до 44 років у неволі, і 25 років у дикій природі. Цілком імовірно, що цей вид схожий.

## Загрози та охорона
Вирубка лісів і незаконна торгівля тваринами є основними загрозами. Вид занесений в Додаток I СІТЕС. Мешкає в ряді ПОТ.